# Vavřínotvaré
Vavřínotvaré (Laurales) řád nižších dvouděložných rostlin, zahrnující celkem 7 čeledí.

## Charakteristika
Dřeviny s jednoduchými a převážně vstřícnými listy (střídavé listy má čeleď Hernandiaceae a většina vavřínovitých (Lauraceae). Oproti řádu šácholanotvaré (Magnoliales) mají unilakulární nody, převážně drobnější a již cyklické květy v bohatších květenstvích. Květní lůžko se spíše propadá dovnitř a tvoří miskovitou až lahvicovitou češuli – receptákulum.

## Přehled čeledí řádu
- sazaníkovité (Calycanthaceae)
- stukačovité (Hernandiaceae)
- vavřínovité (Lauraceae)
- Atherospermataceae
- Gomortegaceae
- Monimiaceae
- Siparunaceae